# Šáhanšáh
Šáhanšáh či šáhinšáh (staropersky 𐎧𐏁𐎠𐎩𐎰𐎡𐎩𐏐𐎧𐏁
𐎠𐎩𐎰𐎡𐎩𐎠𐎴𐎠𐎶 [chšájathija chšájathijánám], středopersky a parthsky  [šáhán šáh], novopersky شاهنشاه [šáhanšáh]) byl tradiční titul íránských vládců ve starověku s významem král králů. Užívali ho jak perští Achaimenovci a Sásánovci, tak vládcové parthské dynastie Arsakovců. Slovo chšájathija (šáh), překládané do češtiny jako král, je patrně médského původu a doslova označuje muže „vyznamenaného vládou“. Titul jako takový převzali Peršané z Urartu, jeho počátky jsou však patrně mezopotámské.
Soudí se, že výrazem král králů se původně zdůrazňovala příslušnost panovníka k vládnoucí dynastii, zhruba ve smyslu „král, jehož předkové byli králi“, nikoli vláda nad podřízenými (lokálními) králi. V případě Achaimenovců lze rovněž uvažovat o tom, že se jím měla demonstrovat vláda perských králů nad starými říšemi v oblasti Předního východu (nad Médií, Babylonií atd.).
Od Peršanů a Parthů převzali titul král králů i jiní monarchové, ať už v oblasti dnešní Indie či např. v Palmýře na území římské říše, přesto je však výraz spojen především s oblastí jazykově íránskou. V moderní době jej v Íránu oživila dynastie Safíovců, ovládající od roku 1501 jádro někdejší starověké perské říše.